# Culen
Culen, Gaelisch: Cuilén mac Ildulb (?, ? - Abington?, 971), zoon van Indulf, was koning van Alba. Hij volgde in 967 Dubh op.
Hij overleed in Strathclyde. Eén verslag meldt dat hij de dochter van Amdarch zou hebben verkracht, die vervolgens wraak nam door het huis in Abington (Lanarkshire), waarin de koning sliep, in brand te steken waarbij deze omkwam. Hij zou ook kunnen zijn overleden in een gevecht met de Britons.
Culen werd begraven op Iona. Hij werd opgevolgd door Kenneth II.
- Gemeinsame Normdatei: 1023169487
- Virtual International Authority File: 316739276